# Djemal Pasja

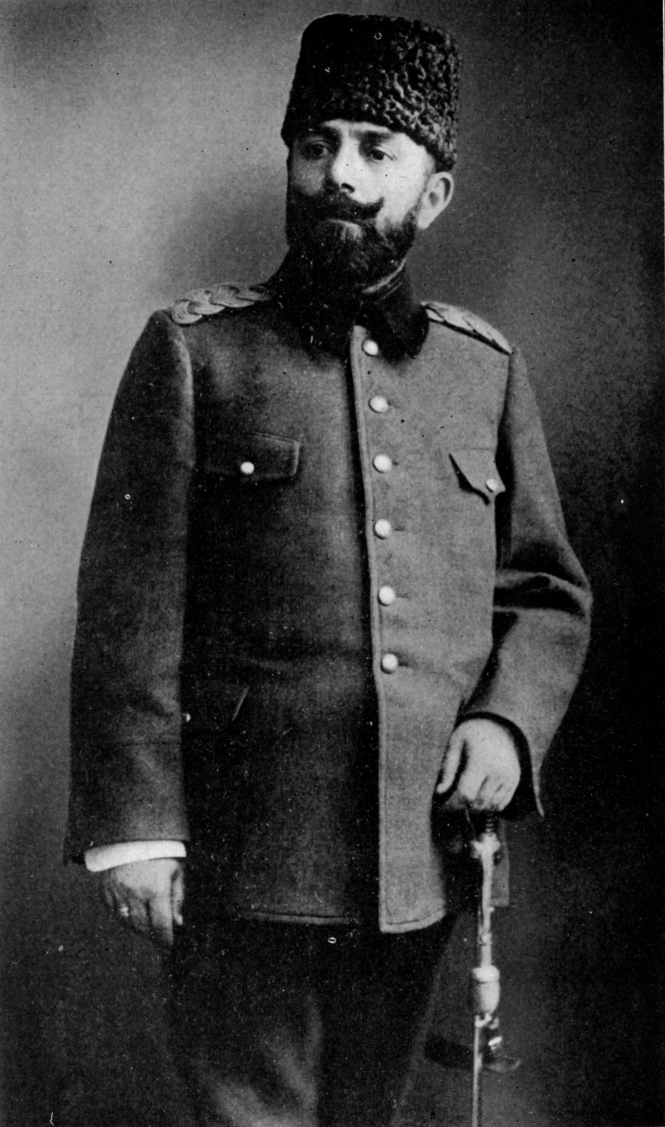

Djemal Pasja, ook: Jemal Pasja of Cemal Paşa (Midilli (Lesbos), 6 mei 1872 - Tiflis, 21 juli 1922) was een Jong-Turks militair en politicus. 

## Staatsgreep
Djemal Pasja volgde een militaire opleiding en was lid van de afdeling Saloniki van het Comité voor Eenheid en Vooruitgang. Hij speelde een belangrijke rol tijdens de 'Jong-Turkse Revolutie' van 1908, die de autocratie van sultan Abdülhamit II ten val bracht en diens broer Mehmet V aan de macht bracht (1909). Na de staatsgreep van Enver Pasja op 22 januari 1913 werd Djemal gouverneur van Istanboel en een van de leden van het dictatoriale driemanschap (samen met Enver Pasja en Talaat Pasja). 

## Driemanschap
In 1914 werd Djemal Pasja minister van Marine. In oktober 1914 koos het Ottomaanse Rijk (het latere Turkije) de kant van de centrale mogendheden (Duitsland en Oostenrijk-Hongarije) tijdens de Eerste Wereldoorlog. Vanaf oktober 1914 was Djemal commandant van de Ottomaanse troepen in Palestina en Syrië, waaronder Libanon. In zijn gebied vond een deel van de Armeense Genocide plaats. Nog voor de kerst van 1917 nam de Britse generaal Edmund Allenby Jeruzalem in, waarna in feite het gehele Arabische deel van het Ottomaanse Rijk in handen van de Entente was gekomen.
In oktober 1918 kwam er een einde aan het bewind van het driemanschap, toen de regering van grootvizier Talaat Pasja ten val kwam en sultan Mehmet VI Izzet Pasja als grootvizier aanstelde. Izzet wist een wapenstilstand te sluiten met de Entente.
In november vluchtte het driemanschap met hun handlangers in een onderzeeër naar Duitsland. Na de oorlog werd Djemal bij verstek ter dood veroordeeld door een rechtbank in Istanboel, maar de Duitse regering weigerde hem uit te leveren. 

## Sovjet-Unie
Later reisde Djemal naar de Sovjet-Unie, waar hij bemiddelde tussen de sovjetregering en de nationalisten van Mustafa Kemal Atatürk (toen nog Kemal Pasja genaamd). In 1920 vertrok hij namens de sovjetregering naar Afghanistan om het Afghaanse leger te helpen moderniseren.

## Moord
Op 21 juli 1922, na consultaties in Moskou terugkerend naar Afghanistan, werd hij in Tiflis (Georgië) door drie leden van de Armeens-patriottisch-socialistische Dashnak-partij vermoord. De moordenaars waren Stepan Dzaghikian, Bedros Der Boghosian en Ardashes Kevorkian. De moord vond plaats op klaarlichte dag, vlak voor het hoofdkwartier van de Tsjeka, de Russische geheime politie. Lavrenti Beria, chef van de Transkaukasische Tsjeka-afdeling en later een bekende stalinist, was ooggetuige van de moord. Djemal werd vermoord vanwege zijn betrokkenheid bij de Armeense Genocide.